# Сулица-Тарг (Ботошани)
Сулица-Тарг (рум. Suliţa-Târg) насеље је у Румунији у округу Ботошани. Oпштина се налази на надморској висини од 112 m.

## Становништво
Према подацима из 2011. године у насељу је живело 5521 становника.